# Takumi Itabashi
Takumi Itabashi (japanisch 板橋拓己; * 28. Oktober 1978 in der Präfektur Tochigi) ist ein japanischer Politologe.

## Leben
Er erwarb an de 2001 Universität Hokkaidō einen B.A. in Jura, ebenda 2004 einen M.A. in Politikwissenschaft und 2008 dort den Doktortitel in Politikwissenschaft. Von 2008 bis 2010 lehrte er als Assistenzprofessor an der Hokkaido-Universität. Seit 2016 ist er Professor an der Seikei-Universität, Juristische Fakultät.
Seine Forschungsgebiete sind Ideen von Europa in Deutschland seit 1914 und Europapolitik der Bundesrepublik Deutschland.